# Distribuerad hashtabell
Distribuerad hashtabell (från engelskans distributed hash table - DHT) är en specialiserad typ av hashtabell som används för att snabbare hitta information som är utspridd på datorer i ett datornätverk. 
Distribuerade hashtabeller är ett sätt att göra innehållet i ett partnerbaserat nät (P2P-nätverk) sökbart i en (i princip) heltäckande katalog. Varje sökbar resurs i nätet (till exempel en låt i mp3-format) tilldelas ett sökbart nummer (hashvärde) och information om var på nätet resursen finns. Denna information lagras i en tabell på en av servrarna i nätet enligt ett förutsägbart system. Resterande servrar delar upp numren mellan sig i nummerordning. Vid en sökning är det lätt att räkna ut vilken server i nätet som har den sökta informationen.